# Alfred von Soden (General)

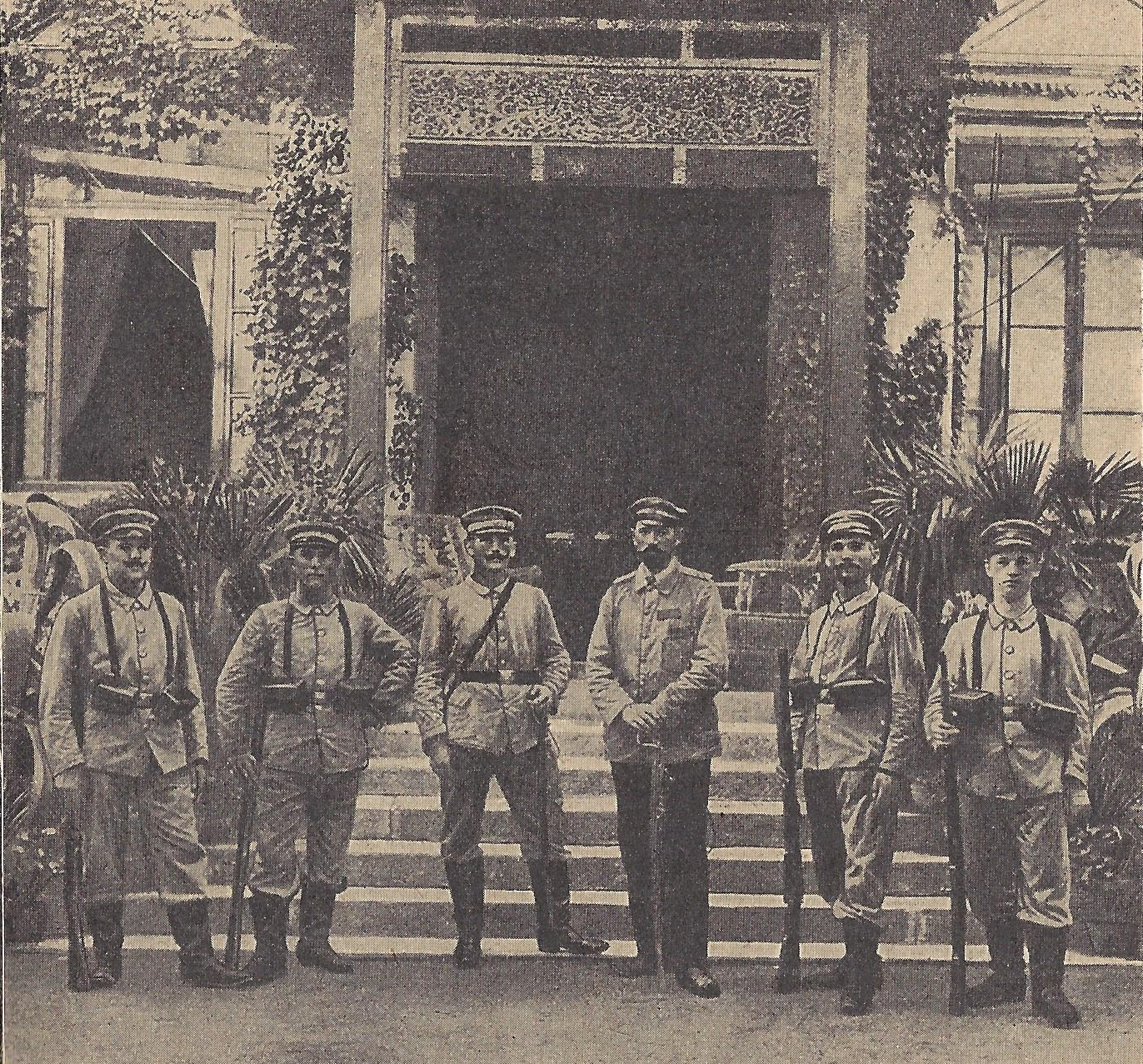
Graf Soden mit seinen Unteroffizieren in Peking (1900)

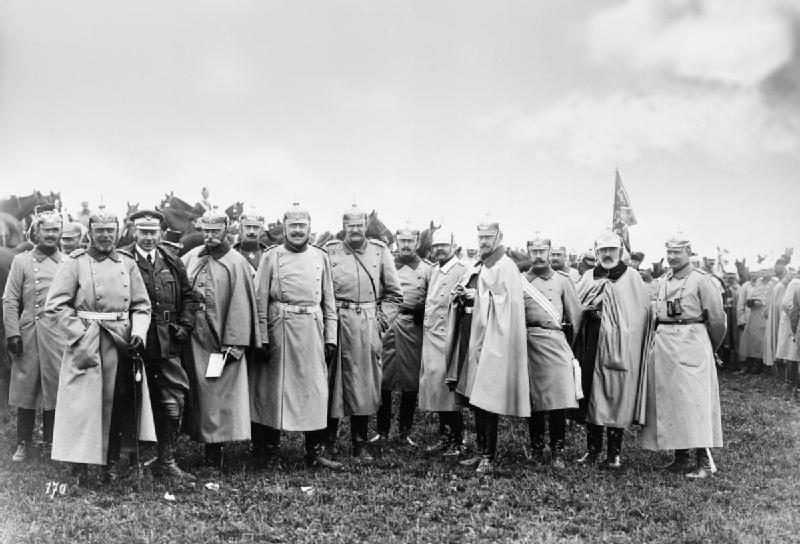
Alfred von Soden (1. Reihe ganz rechts) beim Kaisermanöver 1905

Alfred Anton Georg Ludwig Graf von Soden (* 9. Dezember 1866 in Neustädtles; † 9. April 1943 in Lübeck) war ein deutscher Generalleutnant.

## Leben

### Herkunft
Alfred entstammte der ev.-luth. Linie der Familie Soden. Er war ein Sohn des Herrn auf Neidenfels Julius von Soden (1829–1922) und dessen Ehefrau Luise, geborene Gräfin von Thürheim (1841–1908).

### Militärkarriere
Soden trat am 11. Januar 1887 als Fahnenjunker in das 2. Thüringische Infanterie-Regiment Nr. 32 der Preußischen Armee ein. Nach seiner Ernennung zum Fähnrich am 16. August 1887 stieg Soden in diesem Regiment in der Folgezeit bis zum Premierleutnant auf, trat am 10. September 1897 in die Kaiserliche Marine über und wurde im I. Seebataillon in Kiel angestellt.
Im Jahre 1900 war er als Oberleutnant nach der Ermordung des deutschen Gesandten Clemens von Ketteler zeitweise Führer des Seesoldaten-Detachements zur Verteidigung der Gesandtschaft in Peking während des Boxeraufstandes. Hier organisierte Soden mit den Militärkontingenten des internationalen Expeditionskorps die Verteidigung des diplomatischen Viertels gegen die Boxer.
Für diesen Einsatz verlieh Wilhelm II. ihm am 20. September 1900 die höchste preußische Tapferkeitsauszeichnung, den Orden Pour le Mérite. Im Telegramm des Kaisers an den Oberkommandierenden der aus den Kontingenten der europäischen, japanischen und amerikanischen bestehenden vereinigten Interventionsarmee, Generalfeldmarschall Alfred von Waldersee, heißt es:

„Nach Lesen Tagebuch Grafen Soden habe Ich Ueberblick gewonnen über die außergewöhnliche Umsicht, Energie und Tapferkeit desselben. Ebenso bewunderswerth ist die Hingabe, Treue und heroenhafte Schneid des Seesoldaten-Detaschements. In dankbarer Anerkennung verleihe Ich dem Grafen den p.l.m. und den Mannschaften das Militair-Ehrenzeichen I. Klasse. Dem Eroberer der Fahne Militair-Verdienstkreuz.“

Am 23. Juli 1904 schied Soden aus der Kaiserlichen Marine aus und wurde unter Ernennung zum diensttuender Flügeladjutanten Wilhelms II. in der Preußischen Armee wieder angestellt. Unter Belassung in dieser Stellung erfolgte zwei Jahre später die Ernennung zum militärischen Begleiter des Prinzen Oskar von Preußen. Nach drei Jahren entband man ihn von dieser Stellung und kommandierte ihn zur Dienststellung beim Prinzen. Diese Tätigkeit hatte Soden über den Ausbruch des Ersten Weltkriegs hinweg bis zum 1. April 1915 inne. Dann fungierte er bis 14. Juni 1916 als Kommandant von Lüttich und anschließend als Kommandant von Brüssel. In dieser Stellung erfolgte am 18. Dezember 1917 seine Beförderung zum Generalmajor. Als solcher wurde Soden nach Kriegsende am 22. November 1918 zu den Offizieren von der Armee überführt und am 8. Januar 1919 aus dem Militärdienst verabschiedet.

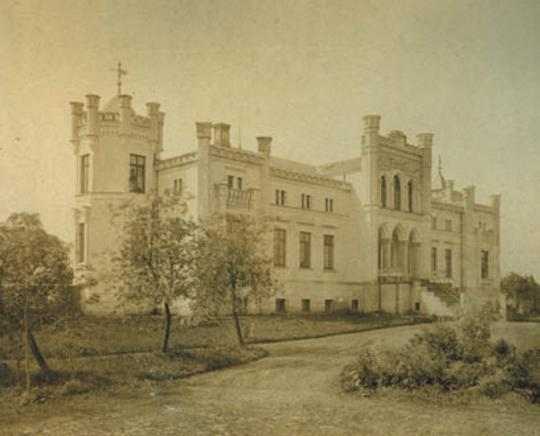
Löwitz

Am 27. August 1939 erhielt Soden anlässlich des 25. Jahrestages der Schlacht von Tannenberg den Charakter als Generalleutnant. Soden war Gutsherr auf Löwitz bei Rehna in Mecklenburg.